# Chapelle de la peste de Stiefenhofen
La chappelle de la peste de Stiefenhofen (allemand : Pestkapelle Stiefenhofen, appelée aussi Gottesackerkapelle) est une chappelle située à Lautenberg (Stiefenhofen) (Stiefenhofen) en Bavière

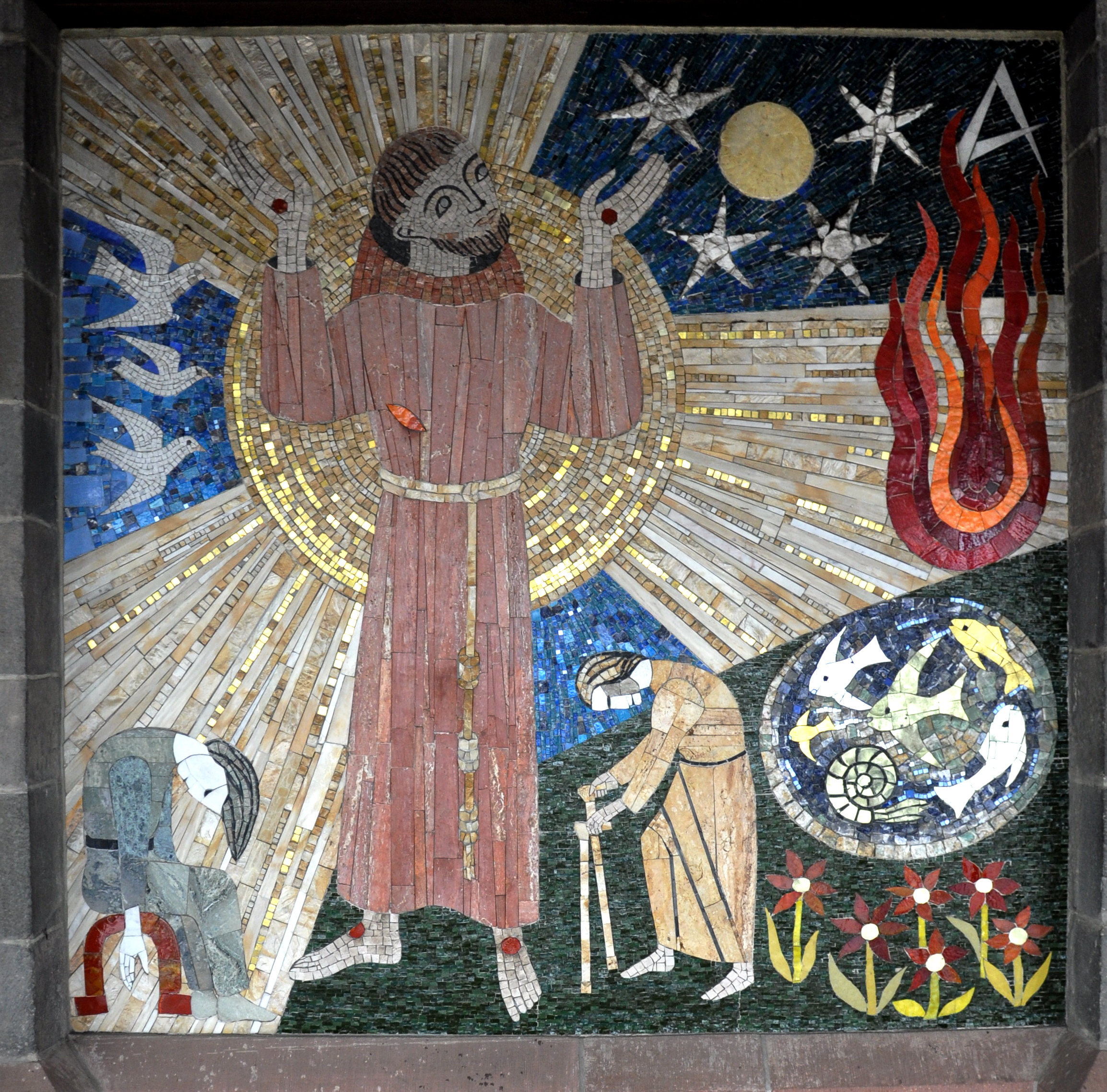
Le cantique du soleil de saint François, mosaïque à l'église Notre-Dame de Francfort (Liebfrauenkirche).

## Histoire
En 1635, un cimetière de la peste est créé près du village. C'est probablement vers la fin du XVIIIe siècle que fut construite la chapelle de la peste, qui fut rénovée en 1850 par Johann Baptist Deubel d'Unterthalhofen et ses trois fils, puis en 1989. En 1871, l'association de chant de Stiefenhofen a planté un chêne de la paix, et en 1936, la flèche du toit avec sa boule et sa croix furent posés'.
Elle accueille aujourd'hui des vitraux de la sœur franciscaine Maria Ludgera Haberstroh du couvent de Reute.
Jusqu'au début du XIXe siècle, la chapelle de la peste était le but d'un pèlerinage le jour de la Saint-Pierre et Saint-Paul (29 juin), en remerciement de la disparition de la peste.

## Vitraux
Lors de la rénovation de 1989, des vitraux furent installés. Ils furent conçus par Ludgera Haberstroh du couvent des sœurs franciscaines de Reute près de Bad Waldsee. Ils représentent les fléaux de notre époque.
Le progrès est symbolisé par des cheminées d'usine fumantes, dont les gaz d'échappement et les eaux usées nuisent à l'environnement et au climat. Ce que les hommes peuvent faire à d'autres hommes est symbolisé par les baraques et le crématorium d'un camp de concentration.
Une fillette portant une étoile de David rappelle Gabriele Schwarz-Eckart (de), 5 ans, qui a grandi chez des parents d'accueil à Stiefenhofen et qui fut assassinée dans le camp de concentration d'Auschwitz en 1943, en compagnie du père Maximilien Kolbe (identifiable par le numéro de matricule), qui a été tué dans le même camp de concentration en 1941.

Vitraux de Ludgera Haberstroh
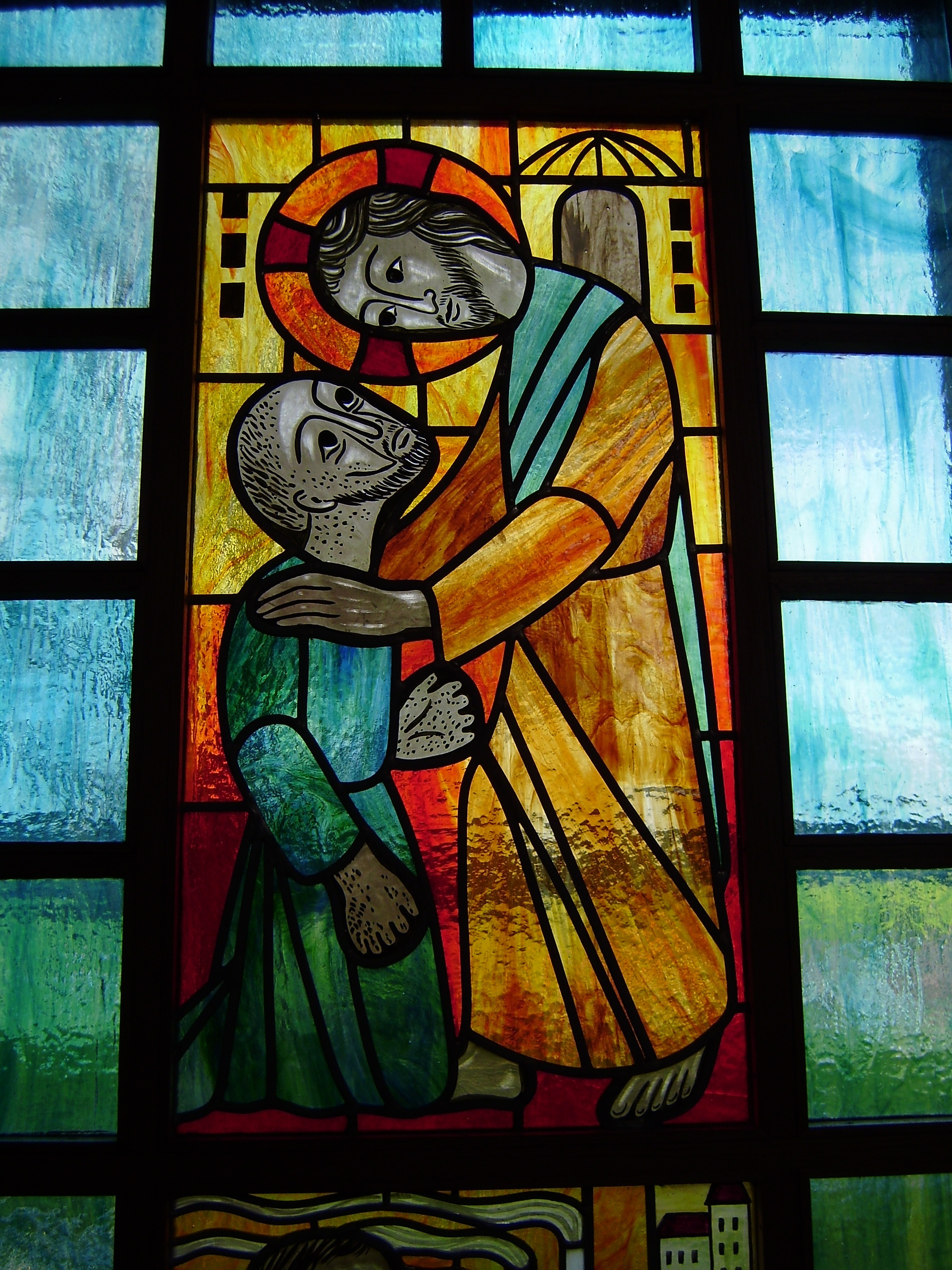
Guérison du lépreux
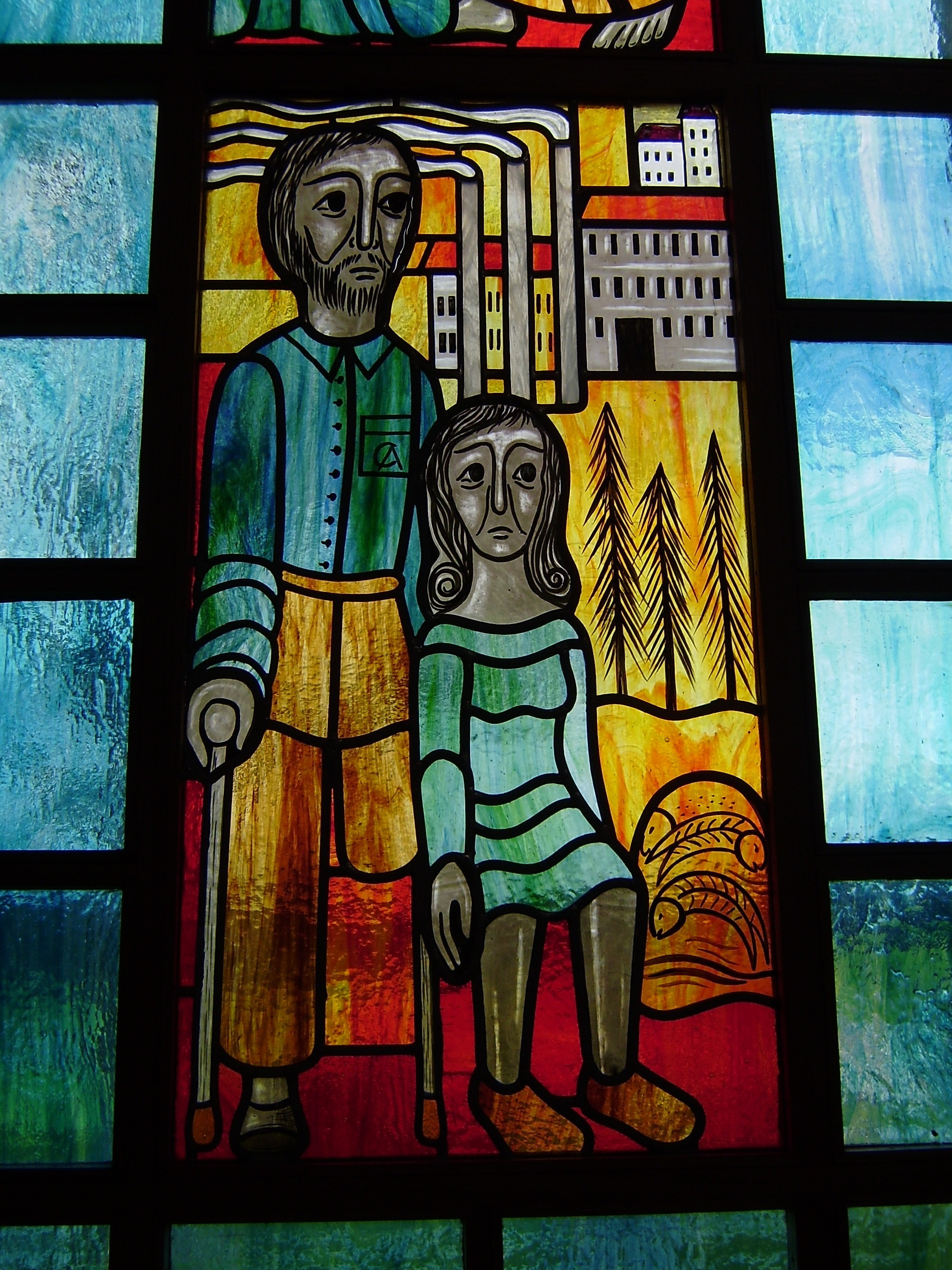
Progrès et maladie
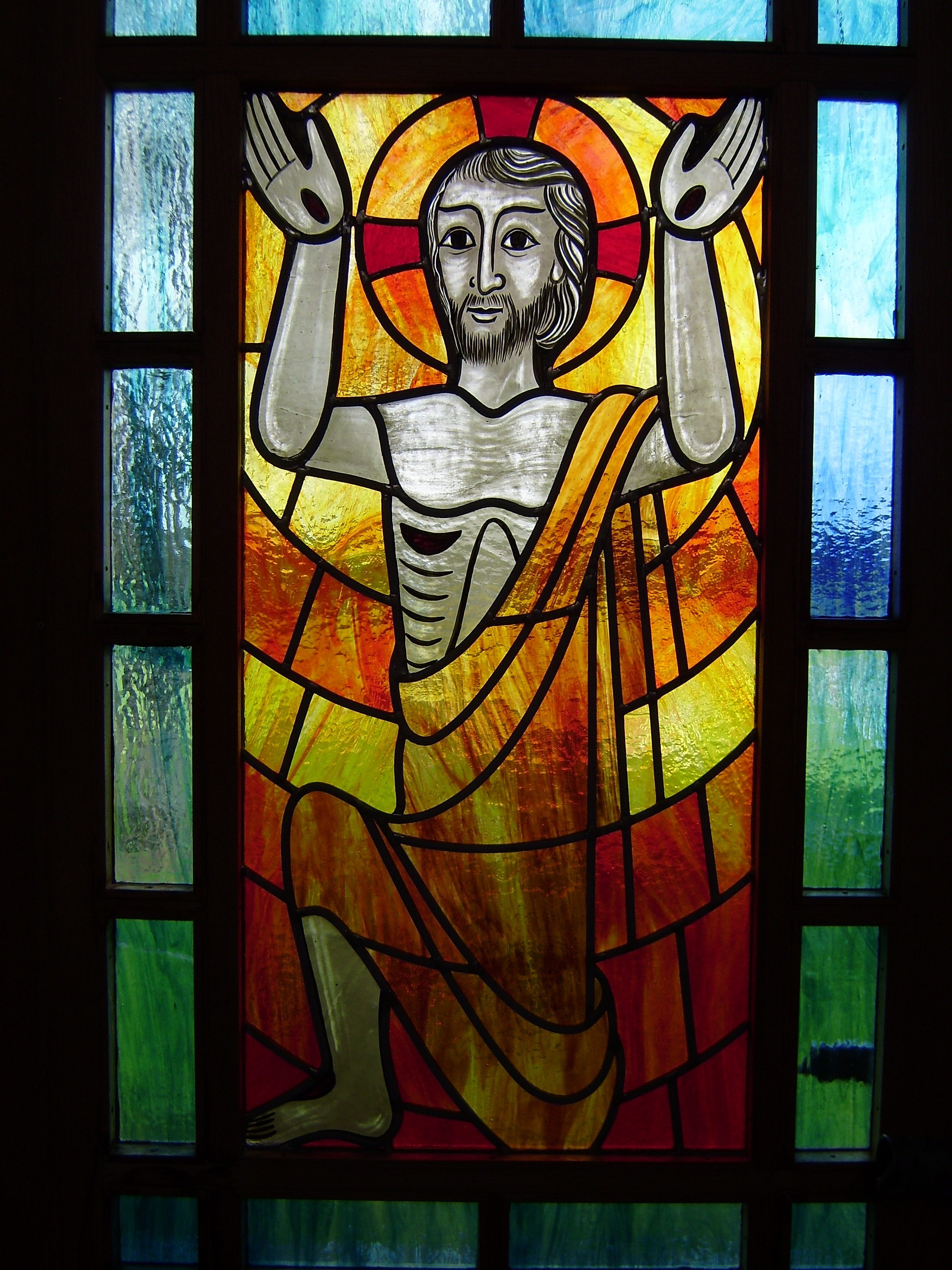
Le ressuscité et un avenir meilleur
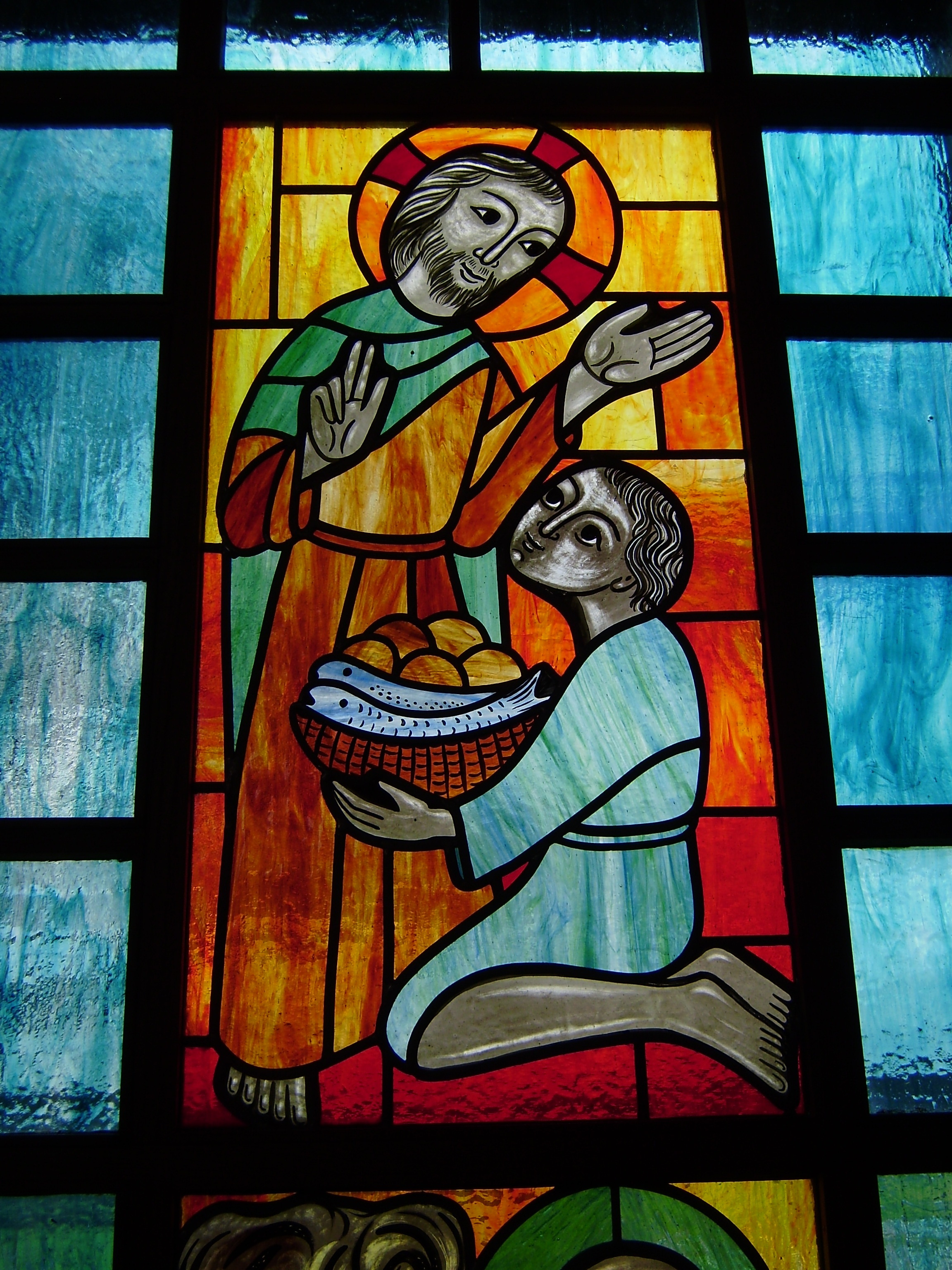
Faim et multiplication des pains
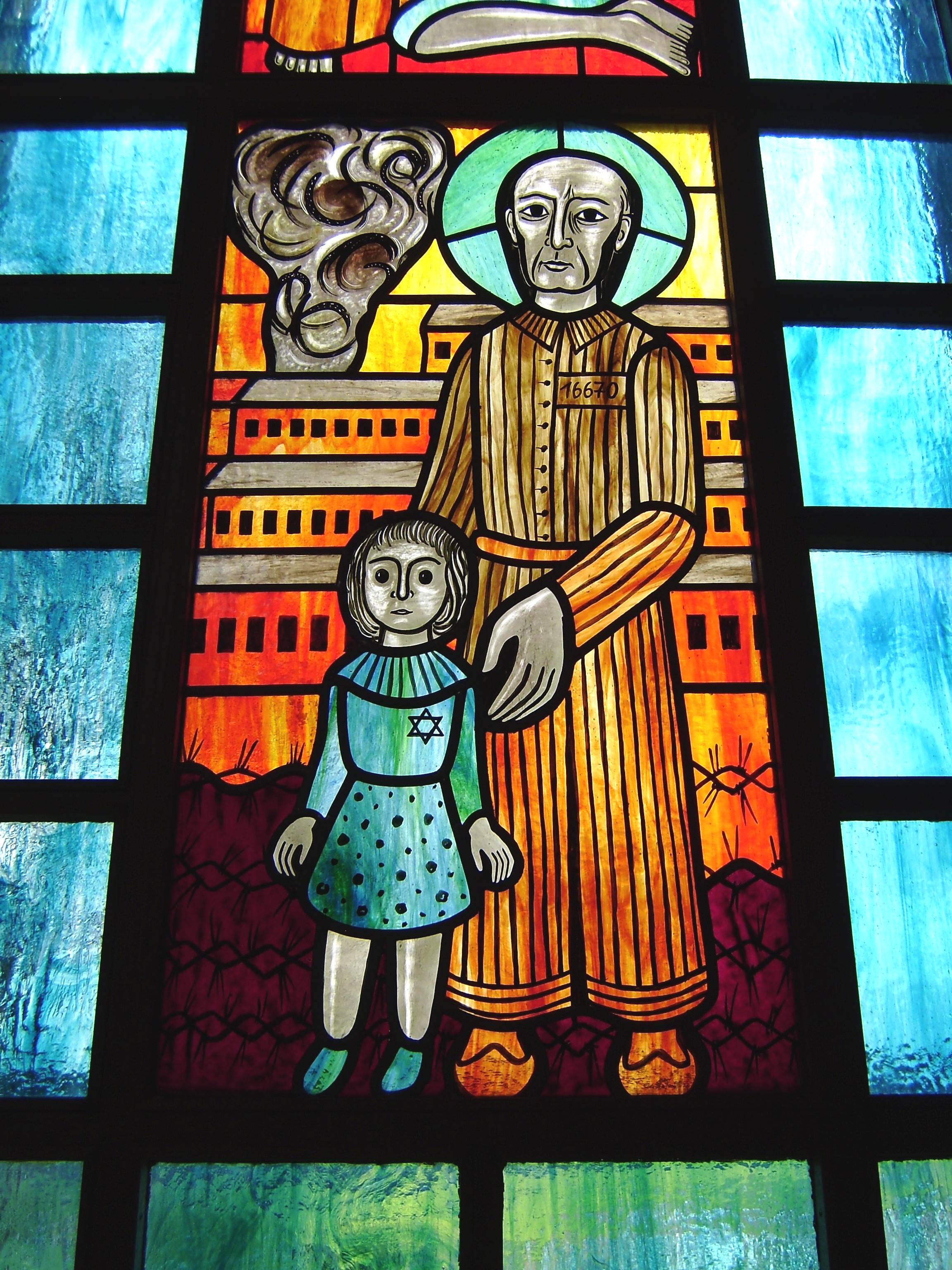
Violence et mort : Gabriele Schwarz-Eckart (de) et Maximilien Kolbe

## Accès
La clé de la chapelle est disponible au bureau d'accueil, Hauptstraße 16.

## Source
- (de) Cet article est partiellement ou en totalité issu de l’article de Wikipédia en allemand intitulé « Lautenberg (Stiefenhofen) » (voir la liste des auteurs).